# 機械情報産業局
機械情報産業局（きかいじょうほうさんぎょうきょく）はかつての通商産業省に存在した内部部局の一つ。

## 沿革
1973年7月、大規模な機構改革により設置。重工業局産業機械課、鋳鍛造品課、電子政策課、情報処理振興課、電子機器電気課、自動車課、計量課、航空機武器課、車両課、機械保険課の10課が編入され、総務課、通商課を加えた12課。重工業としては産業構造における機械産業の役割の増大に対応できない、情報産業の重要性が高まったことなどの実態面の変化、1970年代の産業構造ビジョンが「知識集約型産業構造」への転換を求めたことが背景にあった。
2001年1月、中央省庁再編に際して廃止。大部分は商務情報政策局に移管された。

## 組織
- 総務課
  - 庶務室
  - 計量行政室
  - 新映像産業室
  - 研究開発型企業振興室
- 電子政策課[1]
  - 情報政策企画室
- 開発課
- 情報処理振興課
- 電子機器課
- 航空機武器課
- 宇宙産業課